# Ludwig Feuerbach
Ludwig Andreas Feuerbach (Landshut, 28. srpnja 1804. – Rechenberg, 13. rujna 1872.), njemački filozof i antropolog. Vodeći mislilac među lijevim hegelijancima.
Kritičar idealizma i religije. Smatrao je da se civilizacija treba odreći i jednog i drugog, ako želi postići napredak. U kasnijim radovima nastoji razviti teoriju materijalističkog humanizma, i etiku ljudske solidarnosti.
U početku je pristalica Hegelove filozofije, kod kojeg je studirao. Kasnije, pod utjecajem revolucionarnih zbivanja u Europi sredinom 19. stoljeća, postaje predvodnikom radikalnih, lijevih (mladih) hegelijanca, koji su razvijali kritičku komponentu Hegelovog učenja i potkopavali reakcionarnu vezu filozofije, države i kršćanstva u tadašnjoj Pruskoj te na koncu stvorili potpuno suprotnu filozofiju od Hegelove.
Kao i neki drugi radikalni filozofi toga vremena i prostora, ostao je bez posla na fakultetu i veći dio života djelovao izvan akademske zajednice.
Utjecao je na formiranje teorije Karla Marxa. Smatraju ga mostom između dvaju mislilaca, Hegela i Marxa. U novije se vrijeme njegova kasnija, zrela promišljanja vrednuju kao bitan doprinos filozofiji.

## Životopis
Rodio se u bavarskom gradu Landshutu, a otac mu je bio pravnik. Studirao je protestantsku teologiju u Heidelbergu, a 1824. seli u Berlin, gdje dvije godine studira filozofiju kod Hegela. Doktoriravši 1828., dobiva mjesto docenta u Erlangenu.
Kao 26-godišnjak anonimno objavljuje Misli o smrti i besmrtnosti, spis u kojem odbacuje besmrtnosti i božju transcendentnost. Iako se njome potvrdio kao vodeći mislilac među lijevim hegelijancima, knjiga će biti zabranjena i koštati Feuerbacha profesorskog mjesta u Erlangenu, ali i akademske karijere, koju okončava 1837.
Živio je uglavnom od prihoda tvornice u obiteljskom vlasništvu; nakon njenog bankrota, živi skromno u Nürnbergu do smrti.

## Djela
- Misli o smrti i besmrtnosti, 1830.
- Prema kritici Hegelove filozofije, 1839.
- Bit kršćanstva, 1841.
- Principi filozofije budućnosti, preveo Vuko Pavićević

## Vanjske poveznice
- Ludwig Feuerbach na stanfordskoj enciklopediji filozofije